# Estructura del suelo
La estructura del suelo es el estado del mismo, que resulta de la granulometría de los elementos que lo componen y del modo como se hallan estos dispuestos. La evolución natural del suelo produce una estructura vertical estratificada (no en el sentido que tiene estratificación en ecología) a la que se conoce como perfil. Las capas que se observan se llaman horizontes y su diferenciación se debe tanto a su dinámica interna como al transporte vertical. 
El transporte vertical tiene dos dimensiones con distinta influencia según los suelos:
1. La lixiviación o lavado la produce el agua que se infiltra y penetra verticalmente desde la superficie, arrastrando sustancias que se depositan sobre todo por adsorción.
2. La otra dimensión es el ascenso vertical por capilaridad, importante sobre todo en los climas donde alternan estaciones húmedas con estaciones secas.

Se llama roca madre a la que proporciona su matriz mineral al suelo. Se distinguen suelos autóctonos, que se asientan sobre su roca madre y representan la situación más común.

## Perfil y horizontes del suelo

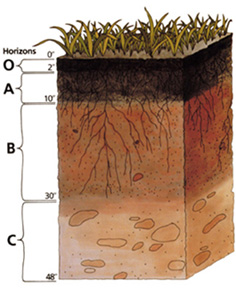
Esquema o perfil del suelo

El perfil del suelo es la ordenación vertical de todos sus horizontes o capas. Un horizonte del suelo es un estrato horizontal, que se desarrolla en el interior del mismo y que presenta diferentes caracteres de composición, textura, adherencia, etc. . Clásicamente, se distingue en los suelos completos o evolucionados, tres horizontes o capas fundamentales, que constituyen su perfil y que desde la superficie hacia abajo son:
- Horizonte O, o capa superficial del horizonte A: Es la parte más superficial del suelo, formado por hojas, ramas y restos vegetales (detrito).
- Horizonte A, o zona de lavado vertical: Es el más superficial y en él enraíza la vegetación herbácea. Su color es generalmente oscuro por la abundancia de materia orgánica descompuesta o humus elaborado, determinando el paso del agua arrastrándola hacia abajo, de fragmentos de tamaño fino y de compuestos solubles. Está sujeto a bioturbación.
- Horizonte B o zona de precipitado: Carece prácticamente de humus, por lo que su color es más claro (pardo o rojo), en él se depositan los materiales arrastrados desde arriba, principalmente, materiales arcillosos, óxidos e hidróxidos metálicos, etc., situándose en este nivel los encontraremos calcáreos áridos y las corazas lateríticas tropicales.
- Horizonte C o subsuelo: Está constituido por la parte más alta del material rocoso in situ, sobre el que se apoya el suelo, más o menos fragmentado por la alteración mecánica y la química (la alteración química es casi inexistente ya que en las primeras etapas de formación de un suelo no suele existir colonización orgánica), pero en él aún puede reconocerse las características originales del mismo.
- Horizonte R (también llamado horizonte D), roca madre o material rocoso: Es el material rocoso subyacente que no ha sufrido ninguna alteración química o física significativa. Algunos distinguen entre D, cuando el suelo es autóctono y el horizonte representa a la roca madre, y R, cuando el suelo es alóctono y la roca representa sólo una base física sin una relación especial con la composición mineral del suelo que tiene encima.
- Horizonte E, capa no siempre presente: Es el horizonte de lavado o eluviación. Suele ser de color claro, y presenta una estructura con escaso desarrollo laminar.

## Estructura molecular del suelo

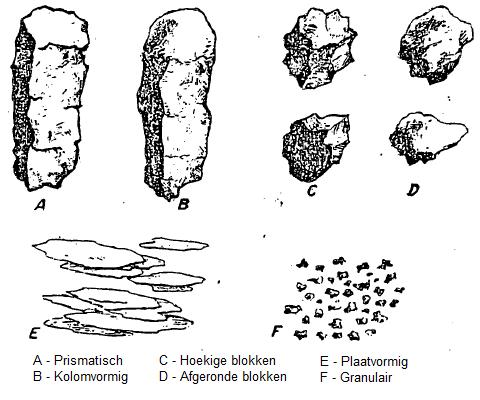
Ejemplo de estructuras de las partículas del suelo

El modo en el cual se disponen las partículas terrosas en conjunto determina la estructura del suelo. Las partículas arcillosas tienen forma laminar y al depositarse, tienden a colocarse tocándose por los bordes o con la cara de una lámina y el borde de la otra. Esto ocurre por la carga negativa de las caras, que da lugar también al fenómeno de la capa doble. El resultado de esto es la conocida "estructura floculada".
Si las cargas negativas son compensadas (como ocurre en los depósitos marinos), obtendremos una estructura "dispersa" mucho más compacta al poder ponerse las caras contiguas en contacto.
Si en el complejo arcilloso existen coloides orgánicos, el floculado que deriva de estos presenta las partículas minerales distanciadas entre sí por las moléculas orgánicas, las que siendo de notables dimensiones, provocan la formación de amplios espacios vacíos que dan al suelo una estructura de tipo lacunar. El floculado por lo tanto puede estar constituido por gránulos y por grumos más o menos complejos, es decir de aglomerados de diámetros más o menos grandes que dan lugar a una estructura tipo granular o de grumos bastante rica en espacios vacíos entre las zonas de contacto entre los aglomerados mismos.
Según estudios recientes (1965), estos aglomerados estarían consolidados por la lignina, producida por la descomposición de las sustancias orgánicas, la que daría una cierta estabilidad a los grumos y un cierto grado de resistencia frente a los agentes disgregantes.
La estructura del suelo es una propiedad que está mudando continuamente, en función de un complejo de factores físicos, químicos y biológicos.
Podemos resumirla en: rocoso, arenoso, limoso, arcilloso, franco y humífero.
Como agentes o factores que favorecen una buena estructura de los grumos, desde el punto de vista de la utilización agronómica del suelo, se puede recordar: 
- Las operaciones de labranza de la tierra que introducen sustancias orgánicas, o la formación de espacios vacíos;
- La acción mecánica ejercida por las raíces de las plantas;
- La variación climática, variación entre hielo y deshielo, o entre períodos secos y períodos húmedos;
- Las acciones químicas y coagulantes de ciertos iones como el calcio, el óxido de hierro, etc.

Algunos factores, por otra parte, tienden a destruir la estructura de grumos arriba mencionada.
- El agua proveniente de la lluvia o del riego, puede comportarse como agente disgregante, por su acción mecánica, o diluyente de sales minerales solubles;
- Algunos cationes como el Na+ actúan como demoledores de la estructura en el suelo alcalino, por su efecto destructor de los coloides.

La estructura molecular del suelo tiene un papel muy importante en el comportamiento hidrodinámico del suelo cultivado.